# 1971年の野球
1971年の野球（1971ねんのやきゅう）では、1971年の野球界における動向をまとめる。

## 競技結果

### 日本プロ野球

#### ペナントレース
| 順位 | 球団             | 勝 | 敗 | 分 | 勝率  | 差   |
| 1位  | 読売ジャイアンツ | 70 | 52 | 8  | .574  | 優勝 |
| 2位  | 中日ドラゴンズ   | 65 | 60 | 5  | .520  | 6.5  |
| 3位  | 大洋ホエールズ   | 61 | 59 | 10 | .5083 | 8.0  |
| 4位  | 広島東洋カープ   | 63 | 61 | 6  | .5081 | 8.0  |
| 5位  | 阪神タイガース   | 57 | 64 | 9  | .471  | 12.5 |
| 6位  | ヤクルトアトムズ | 52 | 72 | 6  | .419  | 19.0 |

| 順位 | 球団             | 勝 | 敗 | 分 | 勝率 | 差   |
| 1位  | 阪急ブレーブス   | 80 | 39 | 11 | .672 | 優勝 |
| 2位  | ロッテオリオンズ | 80 | 46 | 4  | .635 | 3.5  |
| 3位  | 近鉄バファローズ | 65 | 60 | 5  | .520 | 18.0 |
| 4位  | 南海ホークス     | 61 | 65 | 4  | .484 | 22.5 |
| 5位  | 東映フライヤーズ | 44 | 74 | 12 | .373 | 35.5 |
| 6位  | 西鉄ライオンズ   | 38 | 84 | 8  | .311 | 43.5 |

#### 日本シリーズ
| 日付                                    | 試合   | ビジター球団（先攻） | スコア | ホーム球団（後攻） | 開催球場     |
| --------------------------------------- | ------ | -------------------- | ------ | ------------------ | ------------ |
| 10月12日（火）                          | 第1戦  | 読売ジャイアンツ     | 2 - 1  | 阪急ブレーブス     | 阪急西宮球場 |
| 10月13日（水）                          | 第2戦  | 読売ジャイアンツ     | 6 - 8  | 阪急ブレーブス     | 阪急西宮球場 |
| 10月14日（木）                          | 移動日 | 移動日               | 移動日 | 移動日             | 移動日       |
| 10月15日（金）                          | 第3戦  | 阪急ブレーブス       | 1 - 3x | 読売ジャイアンツ   | 後楽園球場   |
| 10月16日（土）                          | 第4戦  | 阪急ブレーブス       | 4 - 7  | 読売ジャイアンツ   | 後楽園球場   |
| 10月17日（日）                          | 第5戦  | 阪急ブレーブス       | 1 - 6  | 読売ジャイアンツ   | 後楽園球場   |
| 優勝：読売ジャイアンツ（7年連続15回目） |        |                      |        |                    |              |

#### 個人タイトル
|                               | セントラル・リーグ | セントラル・リーグ | セントラル・リーグ | パシフィック・リーグ | パシフィック・リーグ | パシフィック・リーグ |
| タイトル                      | 選手               | 球団               | 成績               | 選手                 | 球団                 | 成績                 |
| ----------------------------- | ------------------ | ------------------ | ------------------ | -------------------- | -------------------- | -------------------- |
| 最優秀選手                    | 長嶋茂雄           | 巨人               |                    | 長池徳二             | 阪急                 |                      |
| 最優秀新人                    | 関本四十四         | 巨人               |                    | 皆川康夫             | 東映                 |                      |
| 最優秀投手                    | 平松政次           | 大洋               |                    |                      |                      |                      |
| 沢村栄治賞                    | 該当者なし         | 該当者なし         | 該当者なし         |                      |                      |                      |
| 首位打者                      | 長嶋茂雄           | 巨人               | .320               | 江藤慎一             | ロッテ               | .337                 |
| 最多本塁打                    | 王貞治             | 巨人               | 39本               | 大杉勝男             | 東映                 | 41本                 |
| 最多打点                      | 王貞治             | 巨人               | 101打点            | 門田博光             | 南海                 | 120打点              |
| 最多盗塁                      | 高田繁             | 巨人               | 38盗塁             | 福本豊               | 阪急                 | 67盗塁               |
| 最多安打                      | 長嶋茂雄           | 巨人               | 155安打            | 大杉勝男             | 東映                 | 154安打              |
| 最多出塁数(セ) 最高出塁率(パ) | 王貞治             | 巨人               | 246出塁            | 江藤慎一             | ロッテ               | .414                 |
| 最優秀防御率                  | 藤本和宏           | 広島               | 1.71               | 山田久志             | 阪急                 | 2.37                 |
| 最多勝利                      | 平松政次           | 大洋               | 17勝               | 木樽正明             | ロッテ               | 24勝                 |
| 最多奪三振                    | 江夏豊             | 阪神               | 267奪三振          | 鈴木啓示             | 近鉄                 | 269奪三振            |
| 最高勝率                      | 坂井勝二           | 大洋               | .692               | 山田久志             | 阪急                 | .786                 |

#### ベストナイン
|          | セントラル・リーグ | セントラル・リーグ | パシフィック・リーグ | パシフィック・リーグ |
| 守備位置 | 選手               | 球団               | 選手                 | 球団                 |
| -------- | ------------------ | ------------------ | -------------------- | -------------------- |
| 投手     | 平松政次           | 大洋               | 山田久志             | 阪急                 |
| 捕手     | 木俣達彦           | 中日               | 野村克也             | 南海                 |
| 一塁手   | 王貞治             | 巨人               | 大杉勝男             | 東映                 |
| 二塁手   | 国貞泰汎           | 広島               | 山崎裕之             | ロッテ               |
| 三塁手   | 長嶋茂雄           | 巨人               | 有藤通世             | ロッテ               |
| 遊撃手   | 藤田平             | 阪神               | 阪本敏三             | 阪急                 |
| 外野手   | 柴田勲             | 巨人               | 長池徳二             | 阪急                 |
| 外野手   | 高田繁             | 巨人               | G.アルトマン         | ロッテ               |
| 外野手   | 水谷実雄           | 広島               | 門田博光             | 南海                 |

### 高校野球
- 第43回選抜高等学校野球大会優勝：日大三（東京都）
- 第53回全国高等学校野球選手権大会優勝：桐蔭学園（神奈川県）

### 大学野球
- 第20回全日本大学野球選手権大会優勝：亜細亜大
- 第2回明治神宮野球大会優勝：日本大
- 東京六大学野球連盟優勝 春：法政大、秋：慶應義塾大
- 東都大学野球連盟優勝 春：亜細亜大、秋：日本大
- 関西大学野球連合優勝 春：同志社大、秋：関西大

### 社会人野球
- 第42回都市対抗野球大会優勝：新日鐵広畑
- 第21回日本産業対抗野球大会優勝：全大昭和製紙

### メジャーリーグ
- ワールドシリーズ
ピッツバーグ・パイレーツ（ナ・リーグ）（4勝3敗）ボルチモア・オリオールズ（ア・リーグ）

## できごと

### 1月
- 1月11日
  - セ・リーグ理事会が12時から東京・銀座の連盟事務所にて行われ、大洋が荒川尭をヤクルトへトレードした件について討議。その結果、トレードは野球協約には抵触しない事、大洋・ヤクルト間で密約はなく野球協約による処分の対象とはしない、と確認した。しかし、社会的影響、道義的な面からの措置をセ・リーグ会長の鈴木龍二に一任することになった[2]。
  - プロ野球コミッショナー委員会が10時から東京・銀座の事務所にて開かれ、南海の三浦清弘に対し、1968年8月に当時南海の佐藤公博から八百長を勧誘され、その場で断ったものの球団に報告する義務を怠ったとして、パ・リーグ会長の岡野祐から昨年12月15日付で処分の申請が出ていた件に関して、戒告処分とすると決定[3]。
- 1月13日 - セ・リーグ会長の鈴木龍二は荒川問題に関して、野球協約には違反しないがドラフト会議の精神に反するとして、会長権限内でヤクルトに対し5月20日まで公式戦の出場を見合わせるよう勧告すると明らかにした。コミッショナー委員会は、ヤクルトが会長勧告を無視した場合、委員会独自の強制措置を執るとした[4]。
- 1月16日 - ヤクルトは、内臓疾患で6か月の療養が必要となった石戸四六を保留選手とすることを決定[5]。
- 1月25日 - ロッテ製菓は14時より東京・新宿のロッテ本社にて役員会議を開き、ロッテオリオンズの経営を引き受けることを決定[6]。17時より東京球場食堂にてロッテの選手、職員らが集まり、オーナーの永田雅一が別れの挨拶[7]。この後、新たにオーナーに就任した中村長芳が記者会見し、「2月25日の株主総会で毎日大映球団の名称をロッテ・オリオンズ球団とする」と発表。
- 1月26日 - ヤクルトのオーナーの松園尚巳が14時半から神宮球場のクラブハウスにて記者会見し、荒川問題に関してセ・リーグ会長からの勧告を受け入れ「球団独自の裁断で、荒川選手の公式戦開幕から一か月、遠慮させる」と発表。荒川は5月10日の巨人戦から公式戦に出場できる。これにより荒川問題は決着を見た[8]。

### 3月
- 3月6日 - プロ野球実行委員会が12時から東京・日比谷の日生会館で開かれ、3月で任期が切れるコミッショナー委員会の宮沢俊義・金子鋭・中松潤之助の3名の辞任を了承[9]。
- 3月10日 - ロッテはアリゾナキャンプで、メジャーリーグのオークランド・アスレチックスと練習試合を行う。試合はアスレチックスオーナーの提案で「3ボールで出塁」ルールで行われ、12対6でロッテが勝利[10]。

### 4月
- 4月6日 - 選抜高等学校野球大会の決勝戦が行われ、東京都の日大第三高校が大阪府の大鉄に2対0で勝利し、大会初優勝[11]。
- 4月10日
  - 日本プロ野球セントラル・リーグ、パシフィックリーグが同時に開幕[12]。※当年度より打者は半帽型ヘルメット着用が義務化された。
  - 近鉄の鈴木啓示が東京球場での対ロッテ1回戦に先発登板して勝利投手となり、プロ通算100勝を達成[13]。
- 4月11日 - 読売ジャイアンツの長嶋茂雄が後楽園球場での対広島東洋カープ1回戦で、プロ通算3500塁打を達成。
- 4月18日
  - 巨人の王貞治が広島市民球場での対広島4回戦の三回表に3号本塁打を放ち、プロ通算450本塁打を達成[14]。
  - 阪急の足立光宏が西宮球場での対西鉄2回戦で勝利投手となり、プロ通算100勝を達成[15]。
- 4月24日 - 東映の張本勲は後楽園球場での対南海二回戦の一回裏に5号本塁打を放ち、プロ通算300本塁打を達成[16]。
- 4月29日 - ロッテの江藤慎一が大阪スタヂアムでの対南海四回戦に先発出場し、プロ通算1500試合出場を達成[17]。

### 5月
- 5月1日 - 南海の野村克也が大阪球場での対近鉄3回戦に出場し、プロ通算2000試合出場を達成[18]。
- 5月3日
  - 東京球場での東映対ロッテ5回戦でロッテは10回表二死満塁の場面で代打の作道烝が1号満塁本塁打。続く大下剛史2号、大橋穣5号、張本勲6号、大杉勝男6号とプロ野球新記録の5者連続本塁打、1イニング5本塁打[19]。ロッテは10回裏に江藤慎一が4号2点本塁打を打ち、1イニング両チーム合わせて6本塁打の日本プロ野球新記録を達成[20]。
  - 大洋の竹村一義が川崎球場での対中日3回戦の1回表無死二、三塁の場面から救援登板し11回一死まで無安打に抑えるも、谷沢健一にこの試合登板後初安打を浴び、さらに12回表に1点を失い敗戦投手に[21]。
  - 巨人の柴田勲が後楽園球場での対ヤクルト3回戦の五回裏に1号2点本塁打を放ち、プロ通算100本塁打を達成[22]。
- 5月4日 - 元早稲田大学総長の大浜信泉がコミッショナーに就任することが決定し、12時から東京・大手町のパレス・ホテルにて記者会見[23]。
- 5月5日 - 南海の広瀬叔功が平和台球場での対西鉄4回戦の二回表に二塁盗塁し、日本プロ野球史上初の通算500盗塁を達成[24]。
- 5月12日
  - 大洋の長田幸雄が中日球場での対中日5回戦に出場し、プロ通算1000試合出場を達成[25]。
  - 東映の張本勲が大阪球場での対南海5回戦の六回表に10号本塁打を打ち、プロ通算3000塁打を達成[26]。
- 5月20日
  - 読売ジャイアンツの広野功が福井県営球場での対ヤクルトスワローズ8回戦の2-5とリードされた9回裏二死満塁の場面で代打で登場し、会田照夫から1号逆転サヨナラ満塁本塁打を打つ。日本プロ野球史上3人目。広野は中日時代の1966年以来2度目[27][28]。
  - 広島の山本一義が広島市民球場での対中日6回戦の三回裏に右前安打を打ち、プロ通算1000安打を達成[29]。
- 5月23日
  - ロッテは小倉球場での対西鉄8回戦の一回表に先頭の有藤通世から醍醐猛夫まで8者連続安打のパ・リーグ新記録[30]。
  - 巨人の柴田勲が川崎球場での対大洋6回戦に出場し、プロ通算1000試合出場を達成[31]。
- 5月25日 - 巨人の長島茂雄が神宮球場での対ヤクルト9回戦の八回表に安打を打ち、プロ通算2000安打を達成[32]。
- 5月26日
  - 広島は甲子園球場での対阪神8回戦に3-2で勝ち、球団史上初の10連勝[33]。
  - 西鉄は平和台球場での対阪急7回戦に1-4で敗れ、球団史上初の10連敗[34]。
- 5月28日
  - 南海の野村克也が大阪球場での対阪急8回戦の四回裏に敬遠四球で、プロ通算1000四死球を達成[35]。
  - プロ野球実行委員会が11時から東京・有楽町の日生会館にて開かれ、オールスター戦に選出された選手が辞退した場合、病気や怪我などでコミッショナーから認められた場合を除き、10試合の出場停止処分とすることを決定[36]。
- 5月29日 - 南海の上田卓三が大阪スタヂアムでの対阪急9回戦の一回表に、日本プロ野球新記録の1イニング4被本塁打[37]。

### 6月
- 6月7日 - 西鉄はカール・ボレスを任意引退選手にすると発表[38]。
- 6月8日 - 東映の張本勲が平和台球場での対西鉄7回戦の二回表に適時打を放ち、プロ通算1000打点を達成[39]。
- 6月10日 - 西宮球場での阪急対近鉄9回戦が行われ、阪急が近鉄を6-3で7回降雨コールド勝ちし、球団タイ記録の13連勝[40]。
- 6月15日 - ロッテの醍醐猛夫が東京球場での対南海8回戦の八回裏に中前安打し、プロ通算1000安打を達成[41]。
- 6月19日 - ロッテの小山正明が東京球場での対西鉄12回戦の六回表に基満男から三振を奪い、プロ通算3000奪三振を達成[42]。
- 6月22日 - 阪神の藤井栄治が甲子園球場での対広島12回戦で2安打を打ち、プロ通算1000安打を達成[43]。
- 6月25日 - ロッテのジョージ・アルトマンが平和台球場での対西鉄15回戦の四回表に15号本塁打を打ち、日本プロ野球通算100本塁打を達成[44]。
- 6月29日 - ヤクルトは宮原秀明を近鉄へ金銭トレードすると発表[45]。

### 7月
- 7月2日 - 南海ホークスの野村克也が大阪スタヂアムでの対西鉄ライオンズ10回戦で、日本プロ野球史上初の通算500本塁打を達成[46]。
- 7月3日
  - ロッテの小山正明が後楽園球場での対東映ダブルヘッダー第1試合の9回戦に先発して10勝目を挙げ、プロ通算300勝を達成[47]。
  - 南海の樋口正蔵が大阪スタヂアムでの対西鉄11回戦の6回裏に代打として出場し、プロ通算1000試合出場を達成[48]。
- 7月4日 - ロッテの醍醐猛夫が後楽園球場での対東映11回戦の第一打席で本塁打を放ち、前日の試合の3打席連続本塁打と合わせ、4打席連続本塁打の日本プロ野球タイ記録を達成[49]。
- 7月6日 - 阪急の長池徳二が西京極球場での対西鉄13回戦の2回裏に22号本塁打を放ち、32試合連続安打の日本プロ野球新記録を達成[50]。
- 7月8日 - ロッテの榎本喜八が東京球場での対近鉄16回戦の五回裏に二塁打を打ち、プロ通算3500塁打を達成[51]。
- 7月13日 - ロッテは西宮球場での対阪急10回戦の7回表に、ロッテの打者の江藤慎一へのツーストライク・ワンボールからの第4球目の判定をストライクと判定されたことに対して猛抗議し、試合放棄。江藤への判定の直後に三塁ベースコーチの矢頭高雄が主審の砂川恵玄を突き飛ばして暴力行為で退場処分を受け、ロッテ・ベンチは約33分猛抗議をした後ロッテの選手全員がダグアウトへ引き上げる。約33分後審判と阪急ナインがポジションに戻り主審の砂川が試合再開をコールするが、ロッテの打者ジョージ・アルトマンがコールした後1分間打席に立たなかったため球審は没収試合を宣告し、ロッテ放棄試合となった[52]。
- 7月17日 - オールスターゲーム第1戦が西宮球場で行われ全セ先発の阪神タイガース・江夏豊が9連続奪三振を達成。全セはその後継投でオールスターゲーム初のノーヒットノーランを達成[53]。
- 7月21日
  - プロ野球機構は12時から東京・銀座のコミッショナー事務局にて13日の試合で試合放棄をしたロッテへの処分を検討する放棄試合裁定委員会を開き、200万円の制裁金、監督の濃人渉に対し15万円の制裁金を課すことを決定し、コミッショナーの大浜信泉が発表[54]。
  - ロッテはオーナーの中村長芳と監督の濃人渉が東京球場にて記者会見し、中村は「裁定には謹んで従います」と語る[55]。
- 7月23日 - ロッテは東京球場での対阪急14回戦の試合終了後に記者会見を行い、監督の濃人渉監督が二軍監督へ降格、二軍監督の大沢啓二が一軍の監督に就任したと発表[56]。
- 7月29日 - 近鉄の土井正博が東京球場での対ロッテ19回戦の8回表に23号本塁打を放ち、プロ通算200本塁打を達成[57]。

### 8月
- 8月1日
  - ロッテ対阪急の18回戦が西宮球場で行われ、ロッテが阪急を7対6で下す[58]。7月23日の時点で首位の阪急と2位のロッテは8ゲーム差があったがこの日ロッテが阪急を下したことでゲーム差が0となり、9日間で8ゲーム差がゼロとなる[59]。
  - ロッテの小山正明が西宮球場での対阪急18回戦の7回から登板し、プロ通算800試合登板を達成[60]。
- 8月3日 - ロッテが新宿区西大久保の球団事務所にて監督の大沢啓二と5年契約を結び、東京球場にて発表[61]。
- 8月5日 - ロッテの江藤慎一が東京球場での対東映17回戦の2回裏に21号本塁打を放ち、プロ通算300本塁打を達成[62]。
- 8月8日 - 阪急の米田哲也が西宮球場での対東映20回戦に登板し、8回表に東映の末永幸吉から三振を奪い、プロ通算3000奪三振を達成[63]。
- 8月11日 - ロッテの江藤慎一が東京球場での対南海18回戦の2回裏に23号満塁本塁打を放ち、これで1シーズン3本目の満塁本塁打となり、パ・リーグの1シーズン最多満塁本塁打のタイ記録を達成。また、通算11本目の満塁本塁打となり、野村克也と並ぶ日本プロ野球タイ記録を達成[64]。
- 8月12日 - 巨人の王貞治が後楽園球場での対ヤクルト20回戦の6回裏に35号満塁本塁打を放ち、これで通算10本目の満塁本塁打となり、セ・リーグ新記録となる[65]。
- 8月14日 - 南海の野村克也が西京極球場での対阪急ダブルヘッダー戦第二試合の19回戦で1962年以来一塁手として先発出場、三回から右翼に回る[66]。
- 8月16日 - 第53回全国高等学校野球選手権大会の決勝戦が甲子園球場にて行われ、神奈川県の桐蔭学園高校が福島県の磐城に1対0で勝利し、大会初出場で初優勝達成[67]。
- 8月17日
  - 西鉄の和田博美が小倉球場での対ロッテ21回戦の六回裏に代打で出場して1号3点本塁打を放ち、プロ通算100本塁打を達成[68]。
  - 東映社長で東映フライヤーズオーナーの大川博が自宅で肝硬変で死去[69]。
- 8月19日 - 広島の藤本和宏が広島球場での対中日ダブルヘッダー第2試合となる21回戦に先発し、ノーヒットノーランを達成[70]。
- 8月21日 - 東映の高橋善正が後楽園球場での対西鉄戦19回戦において完全試合を達成[71]。
- 8月25日 - 東映は東映株式会社臨時総会でさる17日に亡くなったオーナーの大川博の後任を大川毅に決定したと発表[72]。
- 8月26日 - 南海の野村克也が神宮球場での対東映22回戦の4回表に安打を打ち、プロ通算4000塁打を達成[73]。日本プロ野球史上山内一弘に次いで2人目。

### 9月
- 9月1日 - ロッテは翌年春に渡米し大リーグと12試合のオープン戦を行うと発表[74]。
- 9月2日 - 中日球場で行われた中日対巨人23回戦の三回裏、中日の高木守道が巨人先発の堀内恒夫の投球を頭部に受け死球となり、これに怒った高木が堀内にヘルメットを投げつけて堀内の右肩にぶつかり、高木、堀内がともに負傷で試合を退く[75]。
- 9月6日 - 巨人の菅原勝矢が神宮球場での対ヤクルト25回戦に先発し、ヤクルトを6回までノーヒットに抑えるも、試合は7回表に降雨コールドゲームとなり4-0で巨人の勝利、菅原の投球は参考記録に[76]。
- 9月9日 - 近鉄の鈴木啓示が日生球場での対西鉄26回戦においてノーヒットノーランを達成[77]。
- 9月10日 - 南海の野村克也が大阪スタヂアムでの対近鉄16回戦の六回裏に二塁打を放ち、山内一弘の持つ通算4015塁打の記録を更新する通算4017塁打となる。さらに八回裏にも安打を放ち、この試合で4018塁打と記録を伸ばす[78]。
- 9月19日
  - 巨人の王貞治が広島球場での対広島24回戦の1回表に第39号満塁本塁打を放ち、野村克也と並ぶ日本プロ野球タイ記録の通算11本目の満塁本塁打[79]。
  - ロッテの成田文男が西宮球場での対阪急ダブルヘッダー第2試合の23回戦に先発して阪急を完封して11勝目を挙げ、プロ通算100勝を達成[80]。
- 9月22日 - 大洋の近藤昭仁が川崎球場での対巨人25回戦に出場し、プロ通算1500試合出場を達成[81]。
- 9月23日 - 巨人が後楽園球場での対阪神25回戦に7-1と勝利し、7年連続セ・リーグ優勝を達成[82][83]。
- 9月24日 - 阪急の米田哲也が西宮球場での対近鉄26回戦に7回から登板し、プロ通算800試合登板を達成。史上4人目[84]。
- 9月28日 - 東京球場でのロッテ対阪急25回戦で阪急がロッテに10-4と勝利し、2年ぶり4度目のパ・リーグ優勝達成[85][86]。ロッテは四回裏に有藤通世が26号本塁打を放ち、南海が1963年に記録したチーム最多本塁打184を更新するチーム本塁打数185本。六回裏に有藤が27号本塁打、九回裏に山崎裕之が20号本塁打を放ち、チーム本塁打を187とした[87]。

### 10月
- 10月2日 - 阪急の米田哲也が西宮球場での阪急対西鉄戦23回戦で1失点完投勝利して14勝目を挙げ、プロ通算300勝を達成[88]。
- 10月4日 - 近鉄の佐々木宏一郎が日生球場での対南海ダブルヘッダー第2試合の24回戦に先発して2-1で完投勝利し、プロ通算100勝を達成[89]。
- 10月6日
  - ロッテは江藤愼一の首位打者が確定。日本プロ野球史上初のセ・パ両リーグでの首位打者獲得となる。
  - ロッテはオーナーの中村長芳が東京球場で17時40分より記者会見し、その中で大洋球団と江藤と野村収とトレードすることで合意したと発表[90]。
- 10月7日 - ロッテとヤクルトは、アルト・ロペスと外山義明のトレードを発表[91]。
- 10月8日
  - セ・リーグは全日程が終了[92]。
  - 中日の監督の水原茂が川崎球場での対大洋26回戦の試合後に記者会見し、今シーズン限りで退任し、監督業からの引退を表明[93]。
- 10月9日
  - パ・リーグは全日程が終了[94]。
  - 日生球場での南海対近鉄ダブルヘッダー第1試合の25回戦で南海の古葉竹識が8回表に代打で出場し、プロ通算1500試合出場を達成。史上42人目[95]。また、近鉄の安井智規が8回裏に代打で出場し、プロ通算1000試合出場を達成。史上155人目[96]。
  - ロッテは11時より東京・新宿区の球団事務所にてジョージ・アルトマンのプレーイング・コーチ就任を発表[97]。
- 10月17日 - 日本シリーズ第5戦が後楽園で行われ、巨人が阪急ブレーブスに6対1で勝利し、4勝1敗として7年連続日本シリーズ優勝達成[98]。
- 10月18日 - プロ野球のセ・パ両リーグの最優秀選手賞、最優秀新人賞、ベストナインを決めるプロ野球担当記者の投票が10時に東京・銀座のコミッショナー事務局にて行われ、最優秀選手賞はセ・リーグは巨人の長嶋茂雄が、パ・リーグは阪急の長池徳二が選出される。長嶋は1965年野村克也以来の満票。最優秀新人にセ・リーグは巨人の関本四十四が、パ・リーグは皆川康夫が選ばれる[99]。
- 10月19日 - 大洋は14時より東京・丸ノ内の球団事務所にて青田昇がヘッドコーチ兼打撃コーチに就任したと発表[100]。
- 10月20日
  - 中日は名古屋市中区の中日新聞本社にて、新監督に打撃コーチの与那嶺要が昇格して就任したと発表[101]。
  - 阪急はジェリー・エイデアの退団の申し入れを受理し、任意引退とした[102]。
- 10月23日 - ロッテは坪内道典が二軍監督に就任したと発表[103]。
- 10月25日 - 阪急は前阪神の本屋敷錦吾が守備コーチに就任したと発表[104]。
- 10月26日 - 近鉄の山田勝国とヤクルトの溜池敏隆の交換トレードが成立したと近鉄、ヤクルト両球団が発表[105]。

### 11月
- 11月1日 - 近鉄は飯田幸夫と中日の一枝修平の交換トレードが成立したと発表[106]。
- 11月2日 - 日米野球第7戦、ボルチモア・オリオールズ対読売ジャイアンツ戦においてパット・ドブソンが、巨人に二塁も踏ませない3与四球によるノーヒットノーランを達成[107]。
- 11月4日 - 近鉄は野球評論家の豊田泰光が打撃コーチに就任したと発表[108]。
- 11月8日 - 南海は大阪・なんばの球団事務所にて皆川睦雄が引退したと発表[109]。
- 11月11日 - 阪神は来年度の首脳陣を発表。一軍ヘッドコーチに球団OBの金田正泰、二軍投手コーチの柿本実が一軍投手コーチ、スコアラー、用具係の久保征弘が二軍投手コーチに就任した[110]。
- 11月18日 - 大洋の新井昌則とロッテの佐藤元彦の交換トレードが成立し、大洋は、ロッテはそれぞれ球団事務所にて新井、佐藤の入団を発表[111]。
- 11月19日 - プロ野球新人選択会議が11時から東京・有楽町の日生会館にて行われる[112]。
- 11月26日 - プロ野球第二回選抜選手会議が12時から東京・有楽町の日生会館にて行われる、12球団から選抜された133選手中17選手が9球団から指名された[113]。
- 11月27日 - ロッテと西鉄は榎本喜八と村上公康のトレードを発表[114]。

### 12月
- 12月1日 - 阪急と東映は、種茂雅之・大橋穣と、岡村浩二・阪本敏三・佐々木誠吾の交換トレードを発表[115]。
- 12月3日 - 巨人は城之内邦雄の退団が決定[116]。
- 12月24日
  - ロッテのオーナーの中村長芳オーナーがホテル・ニューオタニにて記者会見し、サンディエゴ・パドレスの傘下にあり、カリフォルニア・リーグに属するA級のローダイ・パドレスを買収し、「ローダイ・オリオンズ」とすることを発表。ローダイの選手はボルチモア・オリオールズ支配下のA級チームの選手を預託の形で借り受け、オリオールズとも提携を取る[117]。
  - 東映は江本孟紀・佐野嘉幸と南海の高橋博のトレードを発表。

## 誕生

### 1月
- 1月4日 - 佐藤裕幸
- 1月4日 - 山部太
- 1月6日 - 真中満
- 1月8日 - 川崎憲次郎
- 1月8日 - ジェイソン・ジアンビ
- 1月13日 - エルマー・デセンス
- 1月24日 - コリー・ベイリー
- 1月27日 - 古沢淳

### 2月
- 2月2日 - 豊田清
- 2月9日 - 今関勝
- 2月10日 - 高村良嘉
- 2月25日 - 高橋憲幸
- 2月25日 - 玉木重雄
- 2月26日 - 原田政彦

### 3月
- 3月4日 - ネリオ・ロドリゲス
- 3月6日 - 今中慎二
- 3月11日 - 李尚勲（サムソン・リー）
- 3月12日 - グレッグ・ハンセル
- 3月19日 - D・T・クローマー

### 4月
- 4月4日 - 芝﨑和広
- 4月6日 - ルー・メローニ
- 4月9日 - 古里泰隆
- 4月11日 - 香田誉士史
- 4月13日 - ケビン・オーミー
- 4月19日 - 井出竜也
- 4月19日 - 古池拓一
- 4月20日 - 山田和幸
- 4月23日 - 佐藤剛
- 4月23日 - 山口晋
- 4月23日 - 脇坂浩二
- 4月28日 - 佐伯秀喜
- 4月30日 - 北原泰二

### 5月
- 5月1日 - 藤本俊彦
- 5月3日 - 河野亮
- 5月3日 - 吉鶴憲治
- 5月4日 - 後藤利幸
- 5月9日 - 杉本尚文
- 5月11日 - 岩本勉
- 5月14日 - 柏田貴史
- 5月20日 - 大越基
- 5月25日 - エンジェル・エチェバリア（+ 2020年）
- 5月25日 - 竹内昌也
- 5月25日 - 広沢好輝
- 5月25日 - 柳志炫
- 5月30日 - 松元繁
- 5月31日 - ホセ・マラベ

### 6月
- 6月2日 - ロベルト・ペタジーニ
- 6月13日 - ジェイソン・トンプソン
- 6月14日 - 前田智徳
- 6月18日 - 仁平馨
- 6月22日 - 藤立次郎
- 6月23日 - 前田勝宏
- 6月24日 - 野口寿浩
- 6月26日 - グレッグ・ブロッサー

### 7月
- 7月1日 - 鳥越裕介
- 7月2日 - 大西崇之
- 7月2日 - 高橋功一
- 7月3日 - 押尾健一
- 7月3日 - シェーン・デニス
- 7月6日 - 三野勝大
- 7月8日 - 野々垣武志
- 7月10日 - 竹下慎太郎
- 7月13日 - 渡辺秀一
- 7月17日 - 山田喜久夫
- 7月18日 - 種田仁
- 7月20日 - 佐々木明義
- 7月25日 - 井上一樹
- 7月25日 - 椎木匠
- 7月29日 - 麦倉洋一
- 7月29日 - 吉岡雄二
- 7月29日 - ジョニー・ラフィン
- 7月30日 - 中井伸之

### 8月
- 8月1日 - トラビス・ドリスキル
- 8月2日 - 柳沢裕一
- 8月4日 - 髙山健一
- 8月5日 - カルロス・プリード
- 8月10日 - 河原隆一
- 8月12日 - 西島貴之
- 8月21日 - ルー・ポート
- 8月25日 - 石井貴
- 8月28日 - 宮地克彦
- 8月30日 - 山田潤

### 9月
- 9月9日 - ロビンソン・チェコ
- 9月15日 - ジェイソン・ハートキー
- 9月17日 - 田之上慶三郎
- 9月18日 - クリス・ホルト
- 9月22日 - 酒井弘樹
- 9月23日 - 出口雄大
- 9月29日 - エディ・ディアス
- 9月30日 - 前間卓

### 10月
- 10月4日 - 仁志敏久
- 10月8日 - 小久保裕紀
- 10月14日 - 知野公昭
- 10月20日 - 平松省二
- 10月25日 - ペドロ・マルティネス
- 10月26日 - 関口伊織
- 10月30日 - 川﨑義文

### 11月
- 11月4日 - メルビン・バンチ
- 11月5日 - 西澤洋介
- 11月5日 - 吉田浩
- 11月9日 - ジョナサン・ナナリー
- 11月11日 - レイ・オルドニェス
- 11月19日 - アンディ・シーツ
- 11月30日 - 吉本一義
- 11月30日 - イバン・ロドリゲス

### 12月
- 12月6日 - アダム・ハイズデュ
- 12月6日 - ホセ・コントレラス
- 12月9日 - 関根裕之
- 12月14日 - 浅井樹
- 12月14日 - エリック・ラドウィック
- 12月20日 - マーク・バルデス
- 12月24日 - アレックス・カブレラ
- 12月28日 - ベニー・アグバヤニ
- 12月28日 - メルビン・ニエベス
- 12月30日 - 元木大介

## 死去
- 1月9日 - エルマー・フリック（* 1876年）
- 3月11日 - 沢東洋男（* 1890年）
- 4月4日 - カール・メイズ（* 1891年）
- 4月26日 - ジョー・アグラー（* 1887年）
- 5月12日 - 荒巻淳（*1926年）
- 5月12日 - ヘイニー・マナシュ（*1901年）
- 5月20日 - マーティン・ディーゴ（* 1905年）
- 7月15日 - 吉沢岳男（*1933年）